# 小行星3997
小行星3997（英語：3997 Taga）是一颗围绕太阳公转的小行星。1988年12月6日，杉江淳在Dynic发现了此天体。
这颗小行星的绝对星等为310.0750303599511等。